# ضياء الدين الشهرزوري
القاضي ضياء الدين محمد الشهرزوري هو القاسم بن يحيى بن عبد الله بن القاسم، اشتهر وعرف بقاضي القضاة ببغداد، ضياء الدين أبو الفضائل ابن الشهرزوري، عمه هو القاضي كمال الدين محمد الشهرزوري، من أصول كوردية في قضاء شهرزور تابعة لمحافظة حلبجة من مواليد مدينة دمشق، وكان يتسم بالسماحة والجود والعديد من الفضائل الأخرى.

## توليه القضاء
كان كمال الدين محمد الشهرزوري (عم القاضي ضياء الدين) يعرف بالعدل وحسن الأخلاق فكان من أفضل القضاة وأعدلهم وقبيل وفاته قام بالتوصية بالقضاء لابن أخيه ضياء الدين بن تاج الدين الشهرزوري، رغم وجود خلاف بينهما ألا أنه أوصى بالقضاء لابن أخيه، وعندما تولى القضاء جلس في مجلس القضاء مثلما كان يفعل عمه، وقد ذكر في التاريخ أن القاضي العادل ضياء الدين محمد الشهرزوري سافر إلى الشام واستطاع أن يتولى القضاء هناك بعد عمه، لكنه لم يلبث أن استقال منه عندما علم أن السلطان صلاح الدين يرغب في أن يسند القضاء إلى الإمام أبا سعد ابن عصرون ويوليه القضاء بدلا منه.

## بعض أشعار القاضي
في كل يوم ترى للبين آثار… وما له في التآم الشمل إيثار
يسطو علنيا بتفريق فواعجب… هل كان للبين فيما بيننا ثار
يهزني أبد من بعد بعدهم… إلى لقائهم وجد وتذكار
ما ضرهم في الهوى لو واصلوا دنف… وما عليهم من الأوزار لو زاروا
يا نازلين حمى قلبي وإن بعدو… ومنصفين وإن صدوا وإن جاروا
ما في فؤادي سواكم فاعطفوا وصلو… وما لكم فيه إلا حبكم جار

## وفاته
بعد أن غادر ضياء الدين الشهرزوري بغداد وقضاءها، تولى قضاء حماة وذلك لحبه الشديد لها، وعاش فيها حتى توفي في منتصف شهر رجب عام 599 هجري، ونُقل إلى دمشق ليدفن فيها، وبذلك قد توفي عن عمر يناهز خمسة وستون عاما.